# 依莱达
上海依莱达电动车有限公司是中華人民共和國上海市一家電動自行車、电动三輪车和电动摩托车生產企業。

## 歷史
1997年，新加坡科技動力在上海浦东新区上海浦东康桥工业园区投资组建依莱达。2007年11月，力霸皇收購依莱达100%的股权。後來依萊達又成為上海吉野电动车有限公司的一部分。